# Баркалов, Александр Владимирович
Александр Владимирович Баркалов (род. 26 апреля 1984, Таганрог) — российский тхэквондист. Чемпион Сурдлимпийских игр 2017 года. Серебряный и бронзовый призёр Сурдлимпийских игр 2013 года, чемпион Европы 2015 года, бронзовый призёр чемпионата мира 2012 года, неоднократный чемпион России. Заслуженный мастер спорта России (2013).

## Биография
Родился в 1984 году в Таганроге. Там же в 18 лет начал заниматься в секции тхэквондо. Первым тренером молодого спортсмена стал Роман Кувиков.

## Основные результаты
| Год  | Соревнования        | Место проведения     | Дисциплина            | Место |
| ---- | ------------------- | -------------------- | --------------------- | ----- |
| 2012 | Чемпионат Мира      | Маргарита, Венесуэла | +80                   | 3     |
| 2013 | Сурдлимпийские игры | София, Болгария      | +80                   | 2     |
| 2013 | Сурдлимпийские игры | София, Болгария      | мужская тройка пхумсэ | 3     |
| 2015 | Чемпионат Европы    | Ереван, Армения      | +80                   | 1     |
| 2017 | Сурдлимпийские игры | Самсун, Турция       | +80                   | 1     |

## Награды и звания
- Заслуженный мастер спорта
- Благодарность Президента Российской Федерации (2018)